# Енисей (женский баскетбольный клуб)
 Енисей  — российский женский баскетбольный клуб из города Красноярска, основанный в 1980 году как студенческая команда Красноярского государственного медицинского института. Несколько лет лучшим результатом клуба в чемпионате России являлось 8-е место, завоёванное в 1998 и 2006 годах. Однако в 2018 году команда заняла 4-е место.

## История
В 1980 году в Красноярском государственном медицинском институте была создана женская команда «Медик», которая в первом сезоне выиграла серебряную медаль чемпионата СССР среди команд медицинских вузов. С 1984 по 1987 год постоянный участник кубка СССР среди команд Сибири и Дальнего Востока, а в 1989 году становится чемпионом СССР среди студентов. В этот период, команда заявляется во вторую лигу чемпионата СССР, где в 1991 году, под новым названием «Виктория», занимает первое место. Но поиграть в первой лиге союзного первенства не удалось, в связи с распадом страны.
В чемпионате России «Виктория» начинает с низшего дивизиона, но уже в 1994 году выигрывает первенство России среди команд первой лиги и получает право выступать в высшей лиге. В том же сезоне красноярские баскетболистки победили в Кубке России среди команд Сибири и Дальнего Востока. Перед своим дебютом в высшей лиге команда была переименована в «Шелен», в соответствии с договором со своим генеральным спонсором — Акционерным обществом торгово-промышленной фирмы «Шелен».
В сезоне 1996/97 команда занимает 2-е место в Дивизионе «А» Высшей лиги и выходит в элитный дивизион «Суперлига». В этот момент клуб начинает получать финансовую поддержку от администрации Красноярска и по инициативе мэра создаётся Муниципальное спортивное учреждение "Баскетбольный клуб «Шелен».
В первом сезоне, в высшем дивизионе, баскетболистки добиваются прекрасного результата, 8-е место среди 11 команд. В последующие годы команда опускается в турнирной таблице всё ниже и ниже, пока в 2002 году не покидает элиту (15-е место из 19). Через 2 года «Шелен» вновь выходит в «Суперлигу» и в сезоне 2005/06 повторяет свой лучший результат — 8-е место. В том сезоне команда, впервые в своей истории, играет в плей-оффе, где сенсационно обыгрывает будущего чемпиона России «ВБМ-СГАУ» (77:75), причём это поражение у самарских баскетболисток было первое и последнее в турнире (30 игр, 29 побед).
После этого первенства в команде наступил спад: два сезона подряд красноярские баскетболистки заканчивали чемпионат России на последнем месте и вынуждены были вернуться в лигу «Б». Во многом это было обусловлено финансовыми проблемами. В 2008 году «Шелен» теряет статус баскетбольного клуба и команда входит в состав МОУ ДОД «СДЮСШОР по баскетболу». В соревнованиях "Суперлиги «Б» команда вступает практически новым составом и под новым названием — «Красноярочка».
В 2012 году был оформлен переход клуба из городского в краевое управление, тем самым команда вошла в структуру баскетбольного клуба «Енисей».
В сезоне 2012/13 «Енисей», в споре с «Казаночкой», выиграл единственную путёвку в «Премьер-лигу», обыграв казанских баскетболисток в финальной серии 2-0. С 2013 года красноярская команда выступает в элите российского женского баскетбола.

### Чемпионат и Кубок России
| Сезон   | Лига                       | Место | Кубок*                    | Примечания               |
| ------- | -------------------------- | ----- | ------------------------- | ------------------------ |
| 1993/94 | Первая лига                | 1     |                           | Вышел в Высшую лигу      |
| 1994/95 | Дивизион «Б» (Высшая лига) | 5     |                           |                          |
| 1995/96 | Высшая лига                | 13    |                           |                          |
| 1996/97 | Дивизион «А» (Высшая лига) | 2     |                           | Вышел в Суперлигу        |
| 1997/98 | Суперлига                  | 8     |                           |                          |
| 1998/99 | Суперлига                  | 11    |                           |                          |
| 1999/00 | Суперлига                  | 11    |                           |                          |
| 2000/01 | Суперлига                  | 17    |                           |                          |
| 2001/02 | Суперлига                  | 15    |                           | Вылетел из Суперлиги     |
| 2002/03 | Суперлига «Б»              | 3     |                           |                          |
| 2003/04 | Суперлига «Б»              | 1     | 1/64 финала               | Вышел в Суперлигу «А»    |
| 2004/05 | Суперлига «А»              | 10    | 1/16 финала               |                          |
| 2005/06 | Суперлига «А»              | 8     | 1/8 финала                |                          |
| 2006/07 | Суперлига «А»              | 12    | групповой турнир (5 мес.) |                          |
| 2007/08 | Суперлига «А»              | 12    | 1/4 финала                | Вылетел из Суперлиги «А» |
| 2008/09 | Суперлига «Б»              | 7     | групповой турнир (2 мес.) |                          |
| 2009/10 | Суперлига «Б»              | 7     | групповой турнир (2 мес.) |                          |
| 2010/11 | Суперлига                  | 7     | групповой турнир (3 мес.) |                          |
| 2011/12 | Суперлига                  | 8     | «финал четырёх» (4 мес.)  |                          |
| 2012/13 | Суперлига                  | 1     | «финал четырёх» (3 мес.)  | Вышел в Премьер-лигу     |
| 2013/14 | Премьер-лига               | 9     | 1/4 финала                |                          |
| 2014/15 | Премьер-лига               | 8     | Квалификация              |                          |

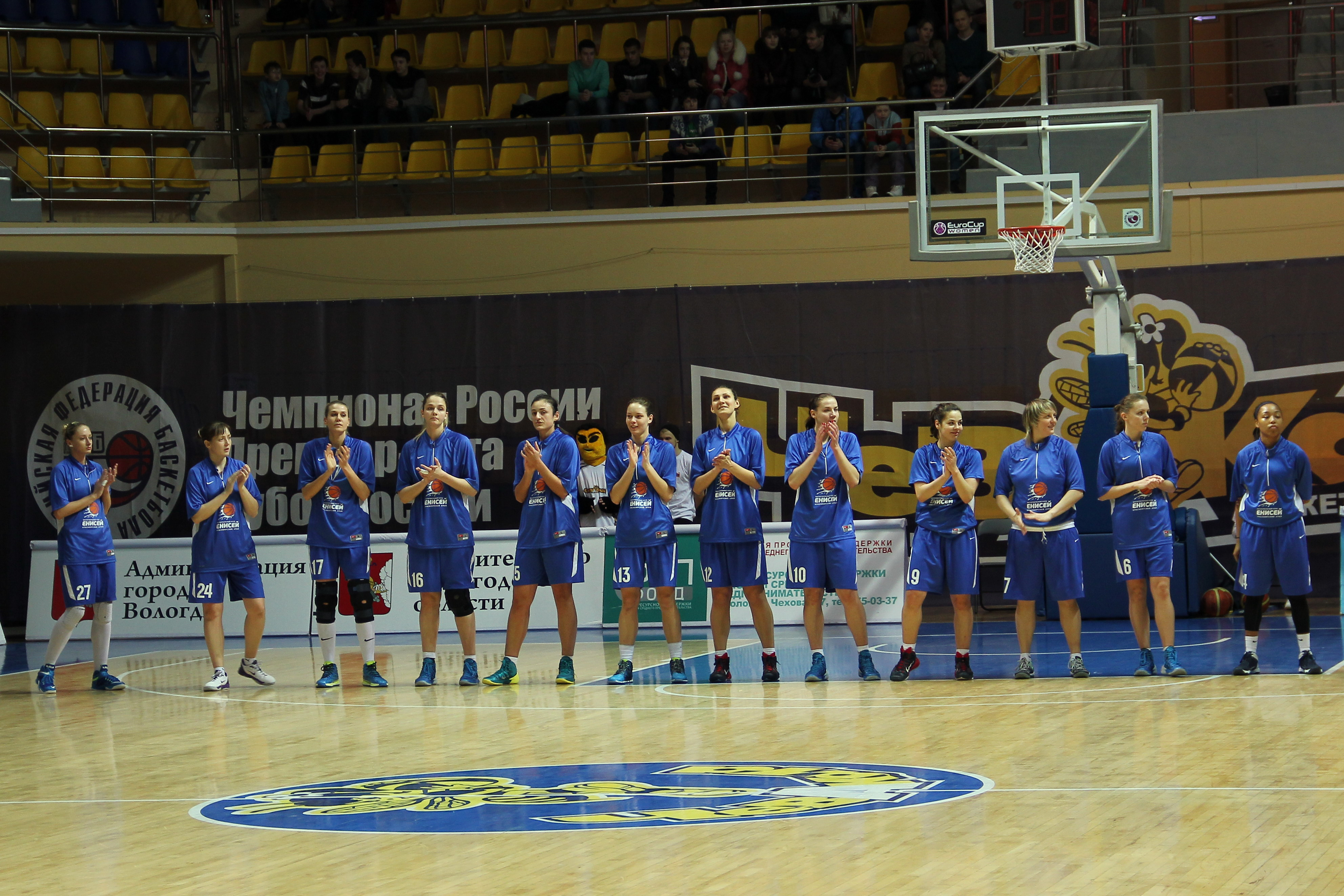
Баскетболистки ЖБК «Енисей» в 2014 году

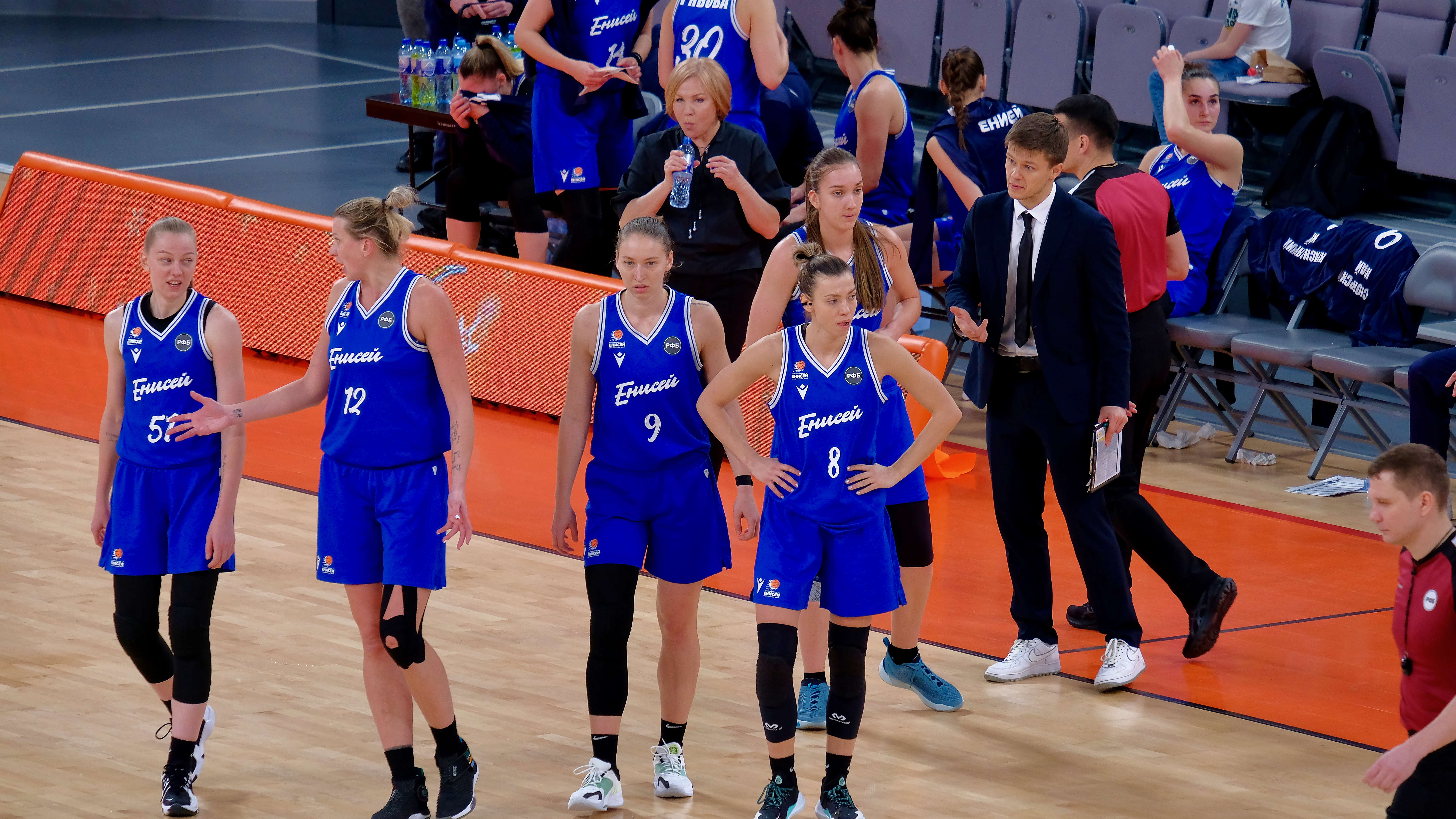
Команда в 2024 году

* — пунктиром выделена статистика выступлений в Кубке В.Кузина (отборочный турнир к Кубку России)

## Текущий состав

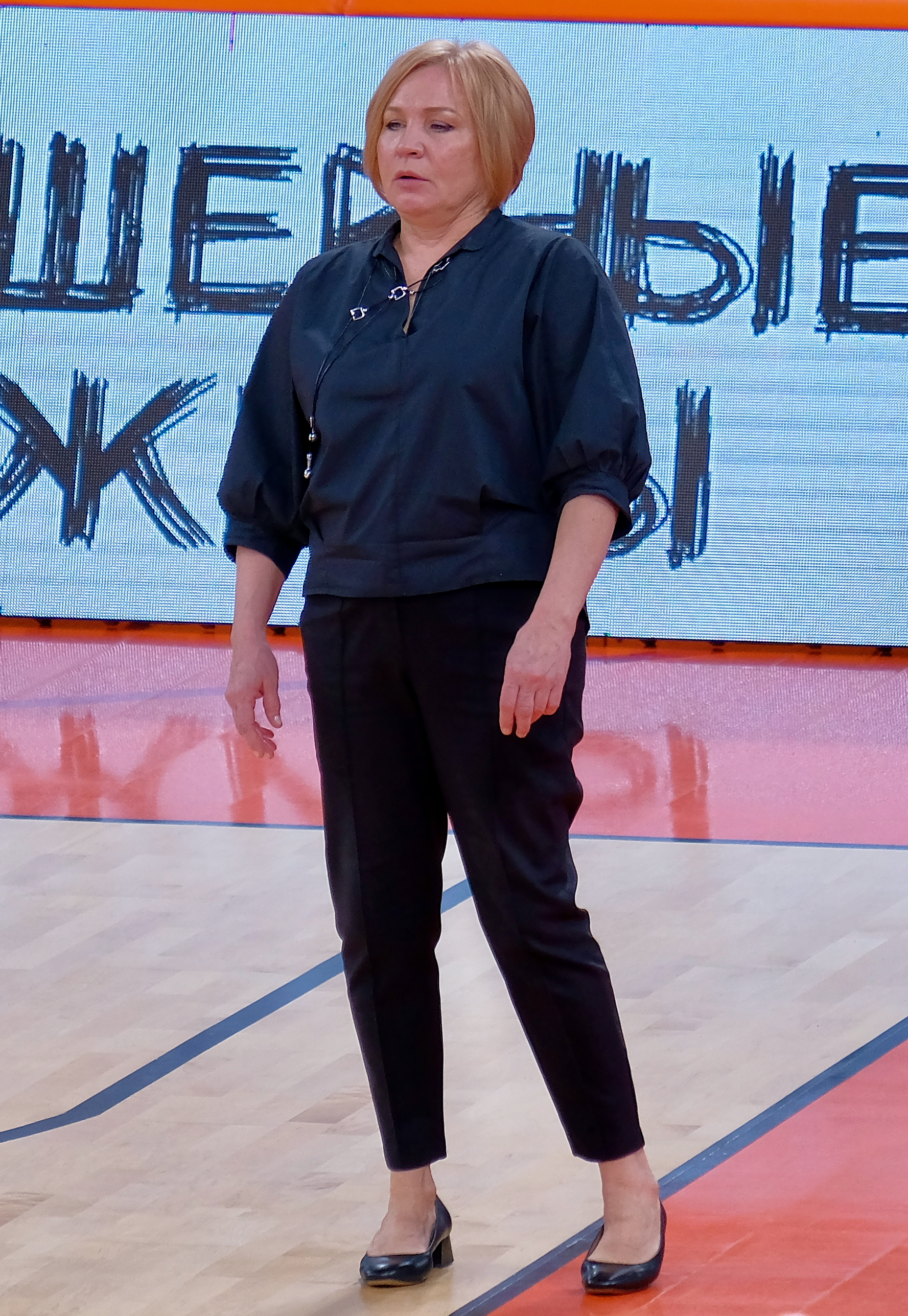
Главный тренер Ольга Шунейкина (2024)

| \| Поз. \| № \| Гражд. \| Имя \| Дата рождения (возраст) \| Рост \| Вес \| Звание \| \| ---- \| -- \| ------ \| ---------------------- \| ------------------------- \| ------ \| ----- \| ------ \| \| ТФ \| 3 \| \| Фастова Инна \| 6 марта 1999 (26 лет) \| 186 см \| 77 кг \| \| \| РЗ \| 8 \| \| Федоренкова Екатерина \| 12 августа 1993 (31 год) \| 178 см \| 54 кг \| \| \| ЛФ \| 9 \| \| Гунченко Екатерина \| 22 мая 1998 (27 лет) \| 186 см \| 75 кг \| \| \| ТФ \| 12 \| \| Видмер Татьяна \| 8 января 1986 (39 лет) \| 191 см \| 78 кг \| \| \| ТФ \| 13 \| \| Бурова Екатерина \| 23 июня 1996 (29 лет) \| 188 см \| 83 кг \| \| \| ТФ \| 14 \| \| Братчикова Елизавета \| 8 июня 1996 (29 лет) \| 191 см \| 82 кг \| \| \| Ц \| 22 \| \| Понамарчук Виктория \| 8 января 1995 (30 лет) \| 187 см \| 89 кг \| \| \| АЗ \| 23 \| \| Пашковская Яна \| 26 февраля 2003 (22 года) \| 178 см \| 67 кг \| \| \| ЛФ \| 28 \| \| Павлова Юлия \| 28 августа 1999 (25 лет) \| 187 см \| 69 кг \| \| \| АЗ \| 30 \| \| Екатерина Рябова \| 30 октября 1994 (30 лет) \| 183 см \| 73 кг \| \| \| РЗ \| 50 \| \| Петрова Ольга \| 9 марта 2000 (25 лет) \| 175 см \| 65 кг \| \| \| ЛФ \| 51 \| \| Комиссаренко Анастасия \| 23 мая 1998 (27 лет) \| 180 см \| 69 кг \| \| \| Ц \| 64 \| \| Корниенко Софья \| 20 июля 1998 (26 лет) \| 188 см \| 76 кг \| \| | Главный тренер - Шунейкина Ольга Ассистенты тренера - Мухаев Сергей Легенда - (К) — Капитан команды Последнее изменение: 5 октября 2023 года |             |                        |                           |        |       |        |
| Поз. | № | Гражд.      | Имя                    | Дата рождения (возраст)   | Рост   | Вес   | Звание |
| ТФ | 3 | Флаг России | Фастова Инна           | 6 марта 1999 (26 лет)     | 186 см | 77 кг |        |
| РЗ | 8 | Флаг России | Федоренкова Екатерина  | 12 августа 1993 (31 год)  | 178 см | 54 кг |        |
| ЛФ | 9 | Флаг России | Гунченко Екатерина     | 22 мая 1998 (27 лет)      | 186 см | 75 кг |        |
| ТФ | 12 | Флаг России | Видмер Татьяна         | 8 января 1986 (39 лет)    | 191 см | 78 кг |        |
| ТФ | 13 | Флаг России | Бурова Екатерина       | 23 июня 1996 (29 лет)     | 188 см | 83 кг |        |
| ТФ | 14 | Флаг России | Братчикова Елизавета   | 8 июня 1996 (29 лет)      | 191 см | 82 кг |        |
| Ц | 22 | Флаг России | Понамарчук Виктория    | 8 января 1995 (30 лет)    | 187 см | 89 кг |        |
| АЗ | 23 | Флаг России | Пашковская Яна         | 26 февраля 2003 (22 года) | 178 см | 67 кг |        |
| ЛФ | 28 | Флаг России | Павлова Юлия           | 28 августа 1999 (25 лет)  | 187 см | 69 кг |        |
| АЗ | 30 | Флаг России | Екатерина Рябова       | 30 октября 1994 (30 лет)  | 183 см | 73 кг |        |
| РЗ | 50 | Флаг России | Петрова Ольга          | 9 марта 2000 (25 лет)     | 175 см | 65 кг |        |
| ЛФ | 51 | Флаг России | Комиссаренко Анастасия | 23 мая 1998 (27 лет)      | 180 см | 69 кг |        |
| Ц | 64 | Флаг России | Корниенко Софья        | 20 июля 1998 (26 лет)     | 188 см | 76 кг |        |

## Главные тренеры
- Валерий Цибулевский (1990/2010)
- Игорь Черемных (2010/2012)
- Ольга Шунейкина (2012/н.время)

## Известные игроки
- Диана Густилина
- Марина Момот
- Ксения Колосовская
- Татьяна Ершова
- Мария Хрусталёва
- Елена Никитина
- Наталья Мясоедова
- Ольга Воробьева
- Анастасия Шилова
- Жанна Бязрова
- Елена Гогия
- Елена Харченко